# ТЕС Багхабарі (Paramount)
24°7′57″ пн. ш. 89°35′45″ сх. д. / 24.13250° пн. ш. 89.59583° сх. д.
ТЕС Багхабарі (Paramount) — електростанція на заході Бангладеш, створена компанією Paramount BTrac Energy.
У 21 столітті на тлі стрімкого зростання попиту в Бангладеш почався розвиток генеруючих потужностей на основі двигунів внутрішнього згоряння, які могли бути швидко змонтовані. Зокрема, в 2019-му у Багхабарі почала роботу електростанція компанії Paramount BTrac Energy (головним учасником — 49 % — є виробник текстилю Paramount Textile). Вона має 135 генераторних установок Caterpillar потужністю по 1,6 МВт. За договором із державною електроенергетичною корпорацією Bangladesh Power Development Board майданчик Paramount BTrac Energy має гарантувати поставку 200 МВт електроенергії.
Як паливо ТЕС споживає нафтопродукти.
Можливо відзначити, що в Багхабарі також знаходиться ТЕС державної BPDB, а раніше також працювала електростанція, змонтована на баржах Bijoyer Aalo I/II.